# Georges Forestier (ingénieur)
Pour les articles homonymes, voir Georges Forestier.
Georges Forestier, né le 7 septembre 1838 à Saintes et mort le 5 avril 1905 à Paris (14e), polytechnicien, est ingénieur en chef puis inspecteur général des Ponts et chaussées et membre du Conseil général des Ponts et chaussées, expert en matière de locomotion terrestre.
Il est le premier spécialiste scientifique internationalement reconnu dans le domaine de l'automobile. Professeur du cours des routes à l'École des ponts et chaussées, il est le cofondateur de l'Automobile Club de France, le fondateur et président du Comité technique de l'ACF ainsi que de son laboratoire d'essais.
Auteur des premiers règlements de circulation routière, il est l'organisateur technique des premières compétitions automobiles, président de jurys nationaux et internationaux, président de la Société des ingénieurs civils de France, expert près les tribunaux et près le Conseil d'État.
Il est le président du premier Congrès international de l'automobile en 1900, et structure la connaissance technique automobile par son action, ses livres, ses articles scientifiques et ses conférences.

## Biographie
Né à Saintes le 7 septembre 1838, Benoît François Georges Forestier, usuellement Georges Forestier, est le fils d'Auguste Forestier (1811-1873), ingénieur en chef des ponts et chaussées pour la Vendée, inventeur de moyens de conservation des bois à la mer, et d'Emma Eugénie Lachaud de Loqueyssie, fille d'un trésorier-payeur général.

### Ingénieur des ponts et chaussées
Georges Forestier entre à l'École polytechnique le dix-septième en 1857, et en sort le neuvième en 1859. Il entre ensuite à l'École des ponts et chaussées.
Il est successivement ingénieur aux Sables-d'Olonne où il construit la digue, puis à Lorient où il réalise divers travaux et prend en 1867 la direction du service des Travaux hydrauliques ; il reçoit alors des « appréciations élogieuses »,. Il est ensuite nommé à Vannes en 1868 où il conçoit plusieurs ouvrages d'art ; il étudie des réparations pour le pont suspendu de La Roche-Bernard ; à cause du manque de budget, il doit revoir ses projets, et met en place une « passerelle provisoire » en bois, qui servira pendant près de quarante ans. Il construit aussi la digue de Conleau, ainsi qu'une tourelle balise ; il crée et dirige un laboratoire départemental.
En poste à Rochefort de 1873 à 1875, il y conçoit deux cales obliques pour faciliter les réparations et le lancement des navires, et un système d'assainissement des eaux. Mais son comportement y est diversement apprécié,. Son rôle est important dans le développement des chemins de fer en Charente-Inférieure ; il dessine le tracé de plusieurs lignes, reprises dans l'actuelle ligne de Saintes à Royan, mais ne réussit pas à faire adopter un de ses projets, qui faisait passer le chemin de fer près de sa propriété à Meursac.
Forestier part en 1876 en mission en Cochinchine pour diriger des travaux importants, et concevoir une forme de radoub dans l'arsenal de Saïgon.
Rentré en France, il est promu ingénieur en chef en mars 1879, et nommé à Poitiers. Il y travaille essentiellement sur le problème de l'alimentation de la ville en eau. Aidé par son oncle l'archéologue Alexandre Bertrand, il étudie les aqueducs romains de la ville et en explore les sources. Le principal, l'aqueduc de Fleury, provient d'une source qui n'a plus qu'un faible débit. Forestier montre qu'en puisant en amont, avec des galeries de captation enfouies, il est possible de retrouver un fort débit. Il présente en 1881 son projet de nouvel aqueduc,.
Il repart cette même année 1881 en Cochinchine comme Directeur des travaux publics. Il en revient malade en 1883. Il y a construit des routes, 70 km de chemin de fer et trois ponts.
Revenu à Poitiers, les travaux d'assainissement qu'il y fait donnent satisfaction à la municipalité qui attribue son nom à une rue : rue de l'Ingénieur Forestier.
Forestier devient inspecteur général des Ponts et chaussées en octobre 1891. À ce titre, il coordonne et supervise les travaux de plusieurs départements en matière d'infrastructures, notamment pour les routes et les chemins de fer. Il prend en 1893 la direction des Chemins de fer algériens, tunisiens et corses.
Il est membre du Conseil général des Ponts et Chaussées et de plusieurs commissions. Sa parole y est « à la fois goûtée et redoutée ».

### Spécialiste scientifique de l'automobile
Georges Forestier devient professeur du cours des Routes à l'École des ponts et chaussées. Il est déjà passionné par le domaine de l'automobile naissante, l'a professionnellement étudié de près, et peut alors s'y consacrer davantage.
Georges Forestier devient rapidement une autorité nationale et internationale reconnue au niveau technique dans le domaine de l'automobile.
Il contribue en 1895 à la fondation de l'Automobile Club de France (ACF), est membre de son Comité de direction en 1896. Il en est le premier conseiller technique, et est le créateur et le premier président du Comité technique de l'Automobile Club de France ; ce comité devient ensuite la commission technique, à laquelle il donne « une place prépondérante » par son « inlassable activité ». Il crée aussi le laboratoire d'essais de l'ACF, en 1902, et le dirige jusqu'à sa mort,. Il préside d'ailleurs la Société des ingénieurs civils de France jusqu'en 1898.
Il organise les courses et les concours d'automobiles et de poids lourds, en établit les réglements, préside le jury, et en est le rapporteur. Il préside aussi la « commission d'exécution des concours » pour l'Exposition universelle de 1900. Il participe par ailleurs à l'élaboration des premières règles de circulation.
Georges Forestier organise et préside le premier Congrès International de l'Automobile, qui se tient à Paris du 9 au 15 juillet 1900. Dans son discours cité par J. Ickx, il rappelle notamment le rôle du cyclisme préparant et facilitant la naissance de l'automobile.
À l'exposition universelle de 1900, il prépare les manifestations internationales sur l'automobile, et il est le rapporteur du jury international dans le domaine des transports (automobile, chemins de fer, …).
Cette même année 1900, il publie le livre La Roue, étude paléo-technologique, ouvrage qui fait longtemps autorité. Il donne à partir de cette année des conférences régulières en Angleterre et en France, devant les plus hautes autorités, sur ce nouveau moyen de transport. En 1903, il prend sa retraite pour pouvoir se consacrer à l'automobile.
Ses conférences en France deviennent un rendez-vous annuel présentant l'état de l'art : « L'automobile en 1903 », « L'automobile en 1904 »... Il y présente le « brillant essor de la locomotion nouvelle », avec des projections à l'appui, l'évolution technique, le point sur les nouveautés et les répercussions de cette industrie sur l'économie. Il préconise l'utilisation de pièces identiques entre les constructeurs pour mutualiser les coûts et démocratiser la voiture automobile.
Il est en outre, toujours dans le domaine de l'automobile, expert près les tribunaux, le conseil de préfecture, le Conseil d'État. Il écrit des articles dans plusieurs revues, et il est membre du comité supérieur de rédaction du Génie civil.
Il meurt dans le 14e arrondissement de Paris le 5 avril 1905, des suites d'une opération. Il était officier de la Légion d'honneur.
Il avait épousé en 1868 Isabelle Hermite, fille du mathématicien Charles Hermite (1822-1901), et était le beau-frère du mathématicien Émile Picard (1856-1941).

## Distinctions
- Officier de la Légion d'honneur, 31 décembre 1895[6].
- Officier d'académie, 1881.
- Grand-officier de l'ordre du Nichan Iftikar, 1894.
- Commandeur de l'ordre royal du Cambodge, 1885.

## Hommages
- Rue de l'Ingénieur-Forestier, à Poitiers.
- Médaillon sculpté, Automobile Club de France[21].

## Œuvres
- Notice sur les ports de la rivière d'Auray, Paris, Ministère des Travaux publics, Impr. nationale, 1879.
- Notice sur les ports de la rivière du Morbihan, Paris, Ministère des Travaux publics, Impr. nationale, 1879.
- Automobile-club de France. Concours des poids lourds. Versailles, 1897. Rapport de la commission, Paris, le Génie civil, 1897.
- Société d'encouragement pour le développement de l'industrie automobile en France. Deuxième concours des poids lourds. Versailles, 1898. Rapport de la commission, Paris, le Génie civil, 1899, 127 p.
- La Roue, étude paléo-technologique, Paris, Berger-Levrault, 1900, 140 p.
- Notice sur les chemins de fer algériens, Alger, Giralt, 1900, 55 p.
- Essai d'une étude didactique des conditions d'établissement d'une voiture à traction mécanique sur routes, Paris, le Génie civil, 1900, 216 p.
- (en) Heavy Motor Traffic in France, Liverpool, 1900.
- Exposition universelle internationale de 1900, à Paris. Rapports du jury international. Groupe VI. Génie civil. Moyens de transport. 1re partie, s.d. [1900].
- La Locomotion automobile en 1900, Paris, Berger-Levrault, 1901, 20 p.
- Automobilisme, Paris, Imprimerie nationale, 1901.
- Exposition universelle internationale de 1900, à Paris. Concours internationaux d'exercices physiques et de sports. Rapports... Section VII. Automobilisme, Paris, Impr. nationale, 1901, 87 p.
- Exposition universelle internationale de 1900, à Paris. Rapports du jury international. Classe 30 : carrosserie, charronnage, automobiles et cycles. Rapport de M. G. Forestier,... , Paris, Impr. nationale, 1901, 130 p.
- Exposition universelle internationale de 1900 à Paris. Rapports du jury international. Groupe VI : Génie civil, moyens de transport, première partie, classes 28 à 31 - classe 30 : Carrosserie, charronnage, automobiles et cycles, rapport, Paris, Ministère du Commerce, de l'industrie, des postes et des télégraphes, Imprimerie Nationale, 1902, 752 p.
- Auteur d'autres publications, portant notamment sur les moyens de transports (ports et rivières, chemins de fer, automobiles), avec rapports, articles, conférences, présentations, contributions diverses.